# Mercado Agrícola de Montevideo
El Mercado Agrícola de Montevideo (MAM) es uno de los más grandes mercados agrícolas de Montevideo. Se encuentra ubicado en el barrio Aguada, sobre la calle José Terra. 

## Contexto
Es el último de los grandes mercados construidos en hierro en Montevideo, que cuenta además con el Mercado de la Abundancia, ubicado en el centro de la ciudad y el Mercado del Puerto ubicado en la Ciudad Vieja. El edificio original posee además en sus cuatro esquinas falsos torreones que también culminan en una aguja. 

## Historia
Fue construido en 1906 para centralizar a todos los comerciantes de alimentos agrícolas de la ciudad de Montevideo, quienes solían encontrarse en la vieja Plaza de las Carretas, o de Frutos, sobre el predio que hoy ocupan el Palacio Legislativo y el Parque Mártires de Chicago. El predio donde se construyó fue donado por Carlos Crocker y finalmente se inauguró en 1913, cuando fue habilitado tras cumplir  con las exigencias de higiene y salubridad que predominaban en la época, además de centralizar a los comerciantes granjeros. Posteriormente sufriría algunas ampliaciones, la primera en 1929 y otra en 1945.
En 1937 debido a que quedó pequeño para su propósito, fue reemplazado por el Mercado Modelo, a las - en ese entonces afueras de la ciudad. Quedando el Mercado Agrícola como un mercado minorista. 

## Reconstrucción
En 2006, el Mercado Agrícola volvió a ser propiedad de la Intendencia de Montevideo y está comenzó a proyectar su reconstrucción, proyecto que fue acompañado de un proceso de revitalización de toda la zona circuncidante. Promoviendo también una recuperación urbana y repoblamiento del barrio Goes. La recuperación contó con el apoyo del Banco Interamericano y se demoró hasta 2013, inaugurándose el mismo año.

## Actualidad
El mercado ocupa toda una manzana delimitada por las calles: Dr. Juan José de Amezaga, Ramón del Valle Inclan, Martín García y Dr. José L. Terra. Cuenta con un estacionamiento vigilado y se encuentra a pocos metros de las Facultades de Química y Medicina de la Universidad de la República. Cuenta con oficinas estatales como del Ministerio del Interior, la Administración de Telecomunicaciones, incluyendo  una amplia oferta gastronómica, de vestimenta, accesorios y comestibles. 
Cuenta también con la señal MAM TV, la cual transmite desde Vera TV. 

## Galería

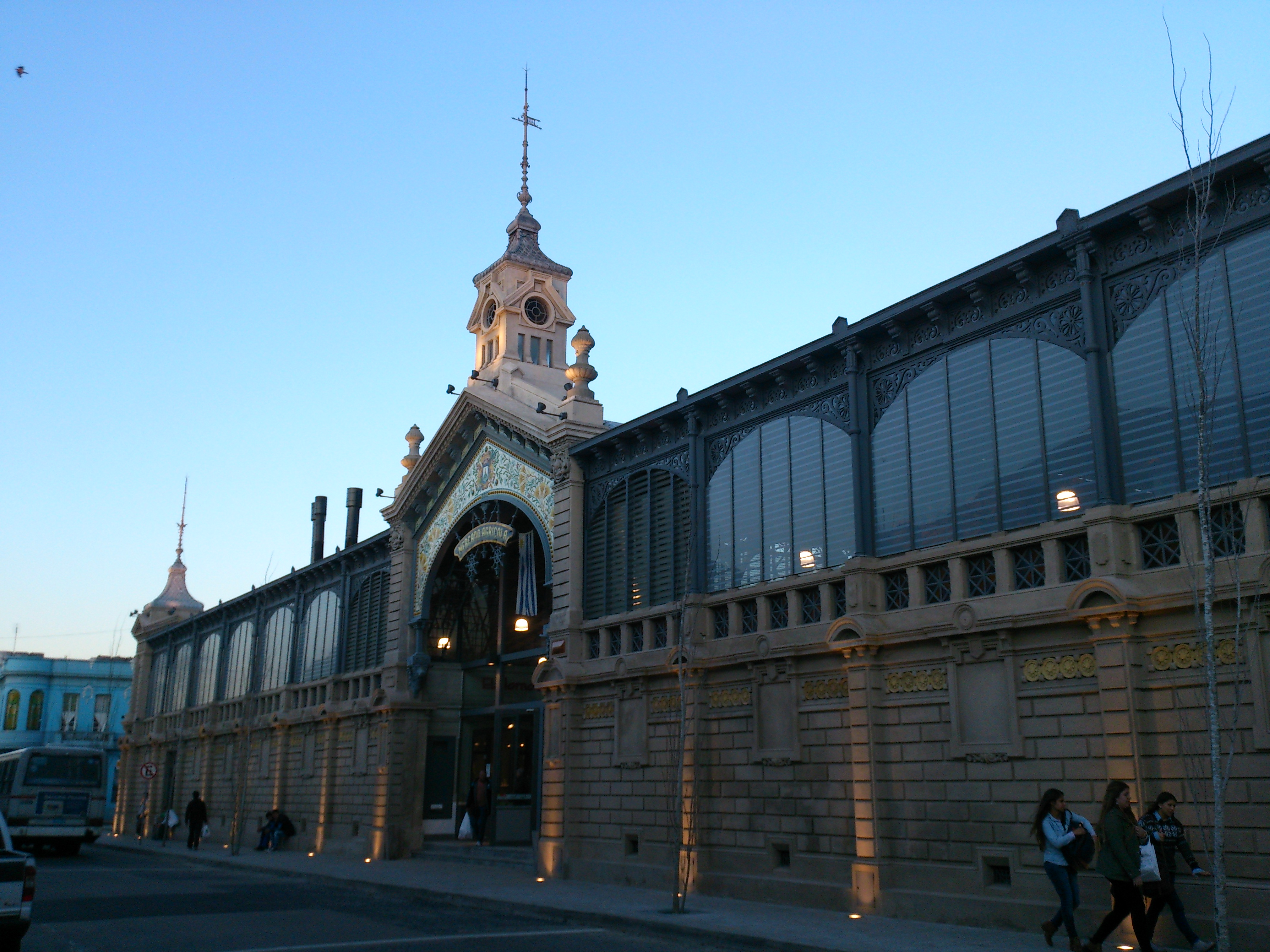
Entrada principal del Mercado Agrícola
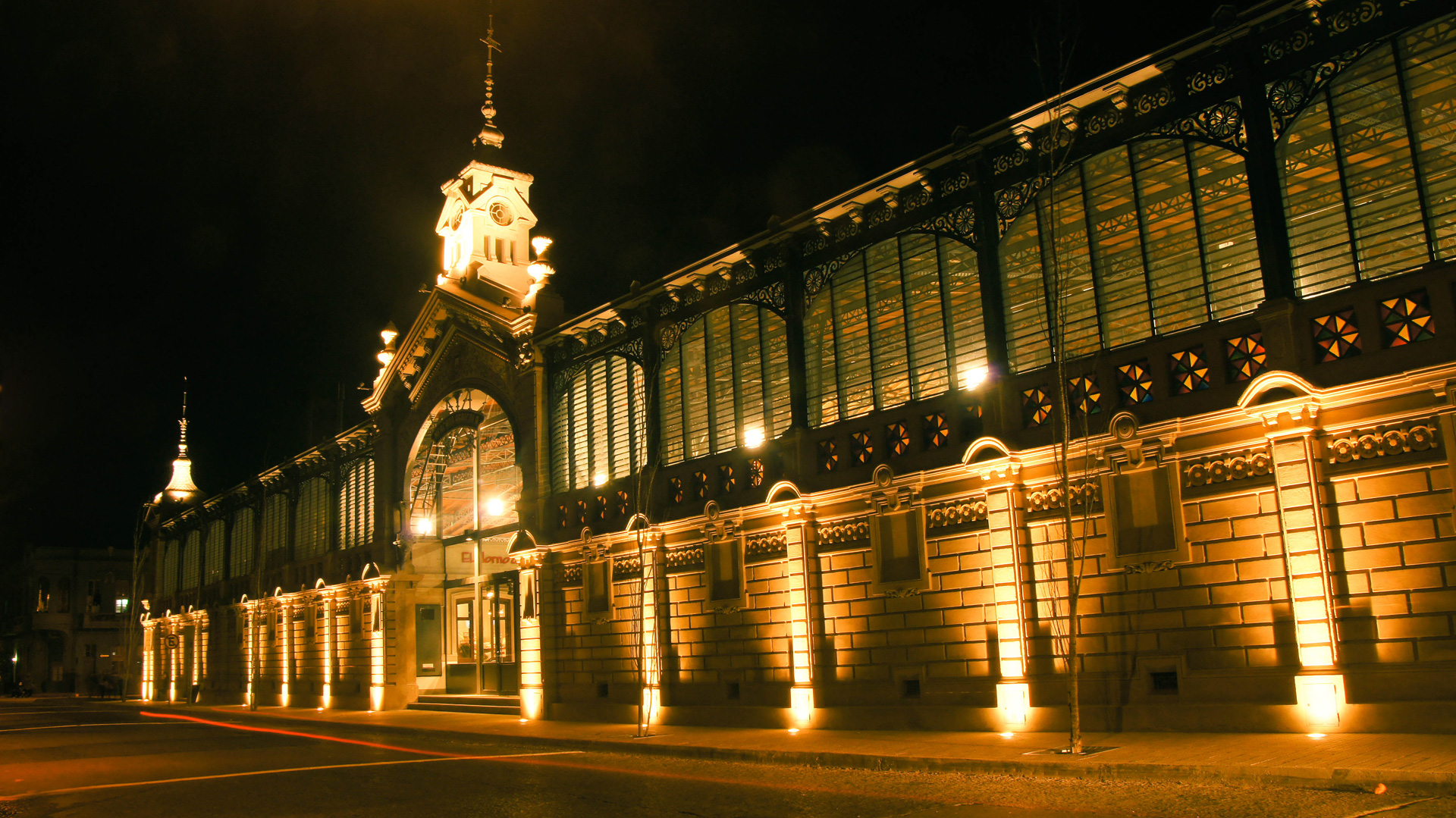
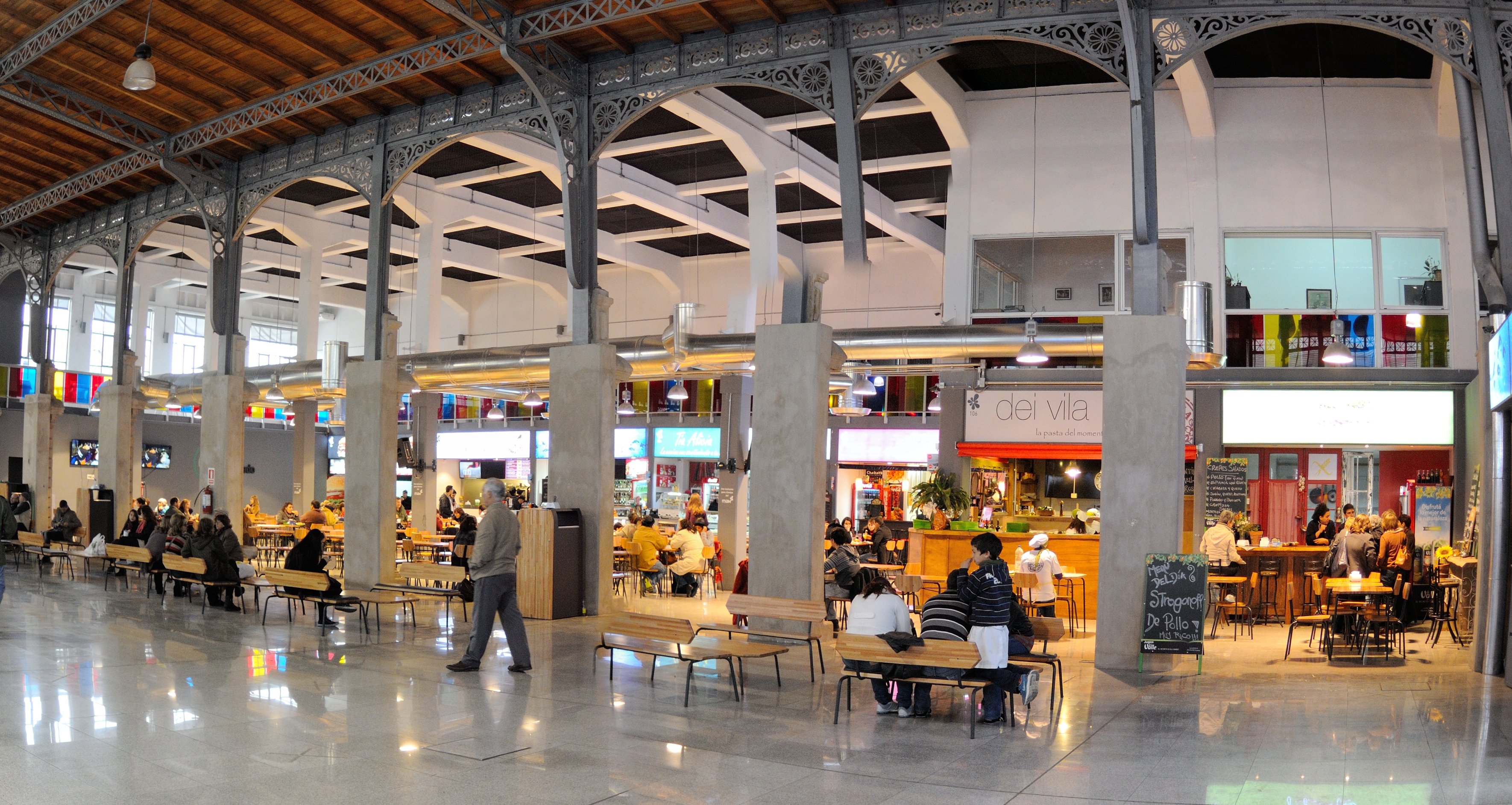
Interior del Mercado Agrícola de Montevideo, plaza de comidas.
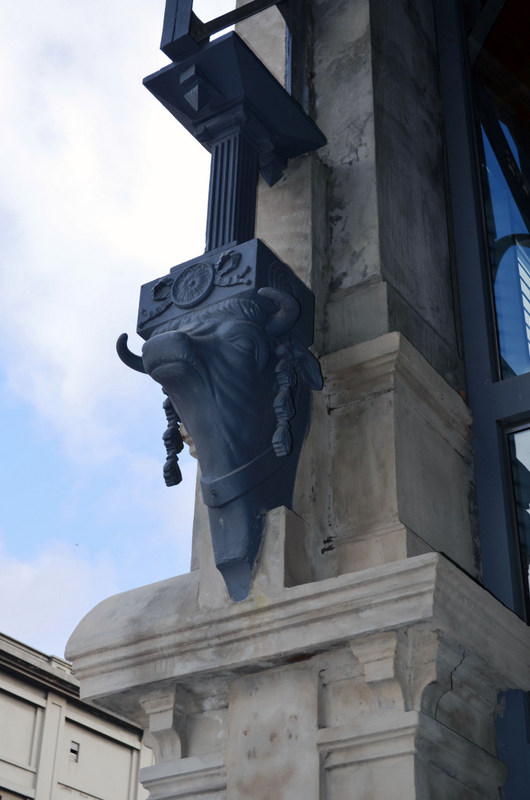